# Església de Sant Climent de Peralta
L'Església de Sant Climent de Peralta és una obra barroca de Forallac (Baix Empordà) inclosa a l'Inventari del Patrimoni Arquitectònic de Catalunya.

## Descripció
Edifici religiós.- Església d'una nau amb capçalera poligonal i capelles laterals. Al frontis hi ha la portalada de pedra calcària, motllurada, amb frontó i semiesferes. Sobre la llinda, una fornícula, orfe d'imatge on hi ha, incisa la inscripció: "COMENÇADA 1751 - ACABADA 1757". Un petit rosetó té decoració calada, d'influència tardo-gòtica, feta amb terracota.
En un gran carreu de cantonada de l'absis s'hi gravà: "7 FABRER 1751".
L'interior és cobert amb voltes de llunetes; hi ha motlluratge i cornisaments en relleu; presenta un remolinat modern força malmès.
Sobre l'angle NW de l'edifici es dreça un campanar de planta quadrada, arcades de mig punt i coberta de piràmide; també presenta un emmerletat ornamental.
La construcció és de grans rebles lligats amb morter, amb carreus angulars i pedres ben tallades a les obertures.

## Història
La primitiva església de Sant Climent de Peralta no es trobava pas al mateix indret que l'actual, descrita. Les seves ruïnes, preromàniques, es troben a cosa de dos Km. al S, i es coneixen com a Església vella del Mas Vidal. Al segle ix, tot primer en un precepte de Carles "el Calb" de l'any 844, s'esmenta com un petit cenobi: "celullam Sancti Clementis". En un diploma de Carloman del 881 aquesta "celullam Sancti Clementis cum Petra Alta" apareix com a domini de la Seu de Girona, igualment que en un altre de Carles "el Simple"del 898. Hom ignora quan s'extingí exactament la vida monàstica; en documents dels segles xi i xii no s'hi fa esment i als segles xiii i xiv ja se cita com a parròquia. El desplaçament d'aquesta parròquia al segle xviii degué estar motivada per la distribució del poblament dispers del seu terme.